# 三間安市
三間 安市（みつま やすいち 、1903年（明治36年）8月3日 - 1974年（昭和49年）2月7日）は、日本の実業家。日本鉱業の社長や会長、日本鉱業協会会長などを歴任した。従三位勲一等。

## 来歴・人物
岐阜県生まれ。1924年長崎高等商業学校（現長崎大学）卒業。1925年東京商科大学（現一橋大学）本科入学。1928年同卒業、久原鉱業入社。
鉱山統制会原価計算課長などを経て、1946年日本鉱業常務取締役。1957年日本鉱業取締役社長。1962年日本鉱業協会会長。1963年藍綬褒章受章。
1968年には田中清玄及び中山素平の日本自主原油開発油田確保計画に基づき、アブダビ石油を設立し、同社取締役社長に就任。1969年日本鉱業取締役会長、共同石油取締役会長。1973年勲一等瑞宝章受章。1974年叙従三位。